# Домарач
Домарадж — струмок в Україні, у Перечинському районі Закарпатської області. Права притока Ужа (басейн Дунаю).

## Опис
Довжина струмка приблизно 6,6 км. Формується з багатьох безіменних струмків. 
Архаїчне двоосновне ім'я Домарад складене зі слов'янської прислівникової основи Дома - та діслівної осно ви радити чи радіти, яка виражала ідею 'радий, радісний, веселий, задоволений' Що ж стосується фінальної частини згадуваного топоніма, тобто фонеми /дж/ або /ж/, то її поява пояснюється зміною кореневої морфеми -рад під впливом давнього посесивного суфікса.

## Розташування
Бере початок на південному сході від гори Скала (766 м). Спочатку тече на південний схід, потім на південний захід через місто Перечин і впадає у річку Уж, ліву притоку Лаборцю.
Струмок перетинають автошлях Н13 і залізниця. На правому березі струмка розташована станція Перечин.